# Stadio Baseball Pilastro
Lo Stadio Baseball Pilastro è uno stadio di baseball situato a Bologna. La sua ubicazione è al Pilastro (Bologna), un rione periferico della città di Bologna, che si estende a nord est della città.
Appartiene amministrativamente al quartiere San Donato-San Vitale.

## Storia
Nel 1988 il quartiere San Donato-San Vitale mise a disposizione il terreno in Via Luigi Pirandello per la costruzione del campo da baseball dove, grazie soprattutto al contributo di tanti volontari (dirigenti, tecnici, giocatori, genitori, semplici simpatizzanti), la Società Athletics Bologna Baseball ha costruito l'impianto dotato di una gradinata, posizionata dietro il piatto di Casa Base, per poter ospitare circa 200 spettatori a sedere. 

Omologato per disputare gli incontri di Serie A, consente anche alle squadre giovanili la disputa di allenamenti e partite. 

Nella sua storia l'impianto ha anche ospitato eventi di carattere internazionale come ad esempio la prima tournée della nazionale sovietica di baseball nel 1988, un avvenimento tra il politico e lo sportivo che ebbe un grande risalto tra i quotidiani dell'epoca. , oltre ad iniziative culturali, sociali e benefiche come quelli della compagnia teatrale Laminarie, dell'associazione ONLUS Associazione italiana assistenza spastici AIAS di Bologna e dell'associazione "Succede Solo a Bologna" per supportare la ricostruzione dopo il terremoto in Emilia-Romagna 

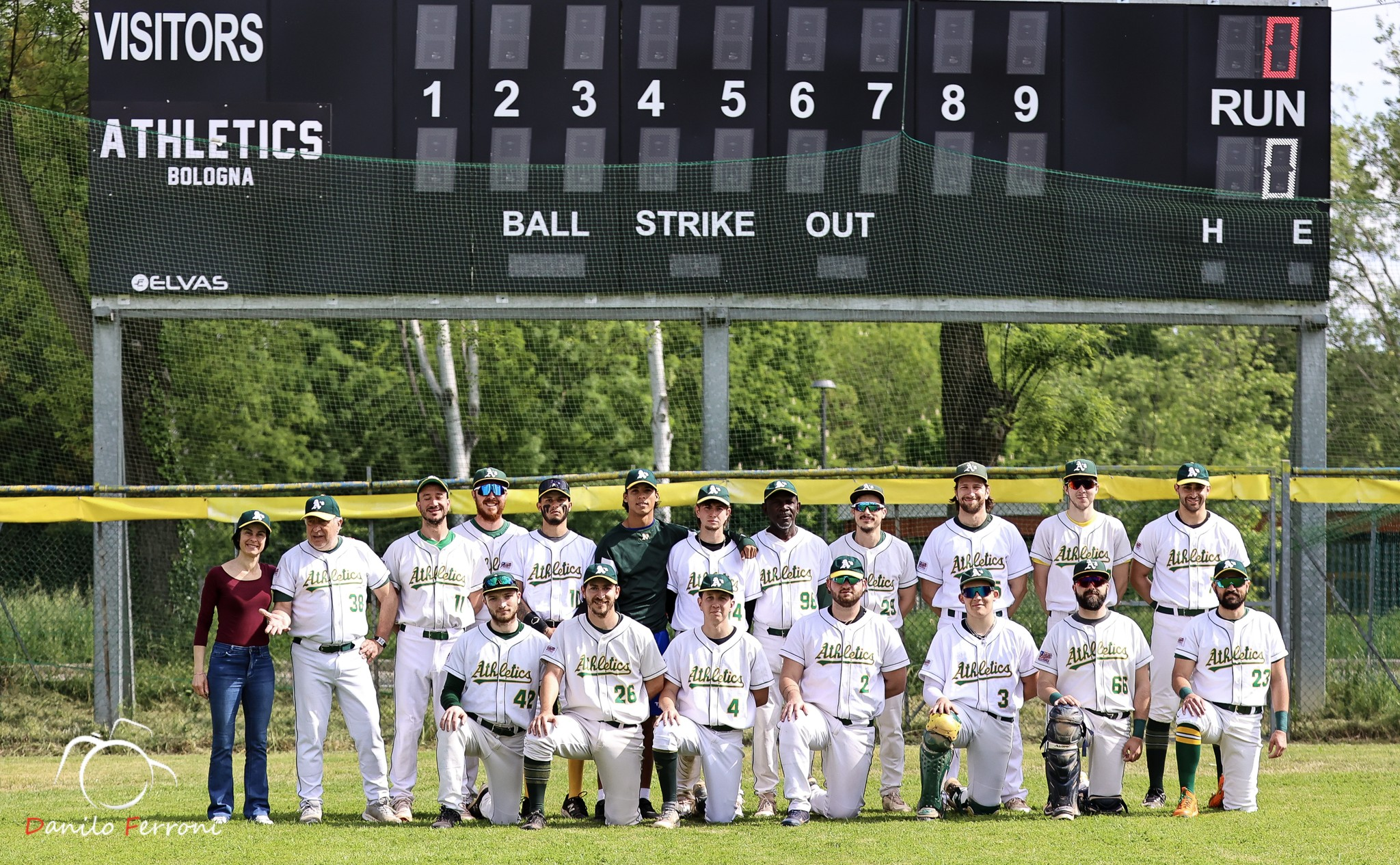
Inaugurazione Nuovo Tabellone Elettronico - Stadio Baseball Pilastro

Il 28 Aprile 2025, l'Assessore allo Sport e Bilancio del Comune di Bologna, Roberta Li Calzi (in piedi a sinistra nella foto), ha presenziato alla cerimonia d'inaugurazione del nuovo tabellone elettronico dell'impianto, effettuando anche il simbolico primo lancio inaugurale nella partita di Serie A tra Athletics Bologna Baseball e Modena Baseball.